# Amara aurata
Amara aurata är en skalbaggsart som beskrevs av Pierre François Marie Auguste Dejean. Amara aurata ingår i släktet Amara och familjen jordlöpare. Inga underarter finns listade i Catalogue of Life.